# متیو سورینولا
متیو سورینولا (انگلیسی: Matthew Sorinola؛ زادهٔ ۱۹ فوریهٔ ۲۰۰۱) بازیکن فوتبال است.
از باشگاه‌هایی که در آن بازی کرده‌است می‌توان به باشگاه فوتبال میلتون کینز دونز اشاره کرد.